# Щербицький Володимир Васильович

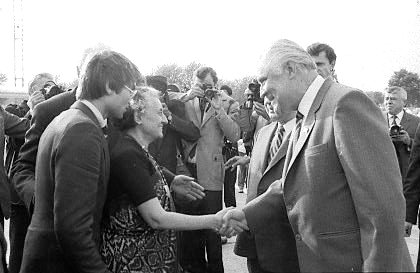
Секретар ЦК КПУ В. В. Щербицький зустрічає Індіру Ганді у Києві, 1982. Фото О. Т. Бормотова

Володи́мир Васи́льович Щерби́цький (17 лютого 1918, Верхньодніпровськ, Катеринославська губернія, УНР (нині Дніпропетровська область, Україна) — 16 лютого 1990, Київ, Українська РСР, СРСР) — український радянський партійний і державний діяч, перший секретар ЦК КПУ, член Політбюро ЦК КПРС; двічі Герой Соціалістичної Праці.
Член Ревізійної Комісії КПУ в 1952—1954. Кандидат у члени ЦК КПУ в 1954—1956. Член ЦК КПУ в 1956—1990. Член Президії (Політбюро) ЦК КПУ в грудні 1957 — вересні 1989. Член Центральної Ревізійної Комісії КПРС у 1956—1961. Член ЦК КПРС у 1961—1990. Кандидат у члени Президії (Політбюро) ЦК КПРС у жовтні 1961 — грудні 1963 і в грудні 1965 — квітні 1971. Член Політбюро ЦК КПРС у квітні 1971 — вересні 1989 року. Депутат Верховної Ради УРСР 4—11-го скликань. Депутат Верховної Ради СРСР 5—11-го скликань. Член Президії Верховної Ради СРСР у 1972—1989 роках. Народний депутат СРСР у 1989—1990 роках.
Натхненник зросійщення, активно боровся з дисидентами. Входить до числа постатей, які підпадають під закон про декомунізацію.

## Життєпис
Народився 17 лютого 1918 в родині робітника на Катеринославщині. У 1931 році вступив до комсомолу.
У вересні 1934 — серпні 1935 року — інструктор, пропагандист Верхньодніпровського районного комітету ЛКСМУ Дніпропетровської області.
З вересня 1935 по липень 1936 року — учень Верхньодніпровської середньої школи Дніпропетровської області.
З серпня 1936 по червень 1941 року навчався на механічному факультеті Дніпропетровського хіміко-технологічного інституту за спеціальністю хімапаратура і машини («обладнання хімічних заводів»), інженер-механік. Під час навчання підпрацьовував креслярем, конструктором, машиністом компресорів на заводах Дніпропетровська, закінчив річну школу пропагандистів.
Член ВКП(б) з квітня 1941 року.
У червні — липні 1941 року працював інженером-механіком, заступником головного механіка Верхньодніпровського дослідного заводу Дніпропетровської області.
У липні 1941 — грудні 1945 року — служба в Червоній армії. У липні — грудні 1941 року — слухач прискорених курсів при командному факультеті Військової академії хімічного захисту імені Ворошилова в Москві та Самарканді (Узбецька РСР).
З грудня 1941 по березень 1943 року — начальник хімічної служби 34-го стрілецького полку та окремої танкової бригади 75-ї стрілецької дивізії Закавказького фронту (з 1942 по 1943 рік перебував на території Ірану в складі радянських окупаційних військ); з березня 1943 по грудень 1945 року — помічник начальника хімічного відділу штабу Закавказького фронту з оперативно-розвідувальної роботи, інспектор з вогнів хімічного відділу штабу Закавказького фронту, помічник начальника хімічного відділу штабу Закавказького військового округу із бойової підготовки в місті Тбілісі Грузинської РСР.
З січня по серпень 1946 року — начальник бюро планово-попереджувальних ремонтів Дніпродзержинського коксохімічного заводу імені Орджонікідзе Дніпропетровської області. З серпня 1946 по січень 1948 року — секретар партійного бюро Дніпродзержинського коксохімічного заводу імені Орджонікідзе.
У січні — серпні 1948 року — завідувач організаційно-інструкторського відділу Дніпродзержинського міського комітету КП(б)У Дніпропетровської області.
У серпні 1948 — грудні 1951 року — 2-й секретар Дніпродзержинського міського комітету КП(б)У Дніпропетровської області.
У грудні 1951 — серпні 1952 року — партійний організатор ЦК ВКП(б) Дніпровського металургійного заводу імені Дзержинського міста Дніпродзержинська Дніпропетровської області.
31 серпня 1952 — лютий 1954 року — 1-й секретар Дніпродзержинського міського комітету КПУ Дніпропетровської області.
У лютому 1954 — 23 листопада 1955 року — 2-й секретар Дніпропетровського обласного комітету КПУ. 23 листопада 1955 — 20 грудня 1957 року — 1-й секретар Дніпропетровського обласного комітету КПУ.
4 грудня 1957 — 19 травня 1961 року — секретар ЦК КПУ з питань промисловості та будівництва.
28 лютого 1961 — 28 червня 1963 року — голова Ради міністрів Української РСР.
7 липня 1963 — 15 грудня 1964 року — 1-й секретар Дніпропетровського промислового обласного комітету КПУ.
15 грудня 1964 — 27 жовтня 1965 року — 1-й секретар Дніпропетровського обласного комітету КПУ.
15 жовтня 1965 — 8 червня 1972 року — голова Ради Міністрів Української РСР.
25 травня 1972 — 28 вересня 1989 року — 1-й секретар ЦК КПУ.
З вересня 1989 року — на пенсії в Києві.
З ім'ям Щербицького пов'язане посилення зросійщення України (під приводом здійснення процесу «злиття націй»), суворе переслідування діячів українського дисидентства, яке призвело фактично до його розгрому; зокрема з його ініціативи партійні з'їзди в Україні та вся діяльність партійного й державного апарату велася російською мовою. На роботі Щербицький спілкувався виключно російською.
Повністю підтримував політичний курс генерального секретаря ЦК КПРС Леоніда Брєжнєва, не чинив опору обмеженню прав УРСР. Після приходу до влади Михайла Горбачова 1 березня 1985 не підтримав «перебудови». Щербицький дозволив будівництво на території республіки низки АЕС, зокрема й Чорнобильської, у перші дні аварії на ЧАЕС намагався приховати трагедію. У період Щербицького 20 квітня 1978 затверджено нову Конституцію УРСР.
Правління Щербицького припало переважно на період розвиненого соціалізму, у цей час радянська економіка, переважно завдяки налагодженню постачання сировинних енергоносіїв до Західної Європи, функціонувала більш-менш стабільно, тому рівень життя жителів СРСР виріс, у порівнянні з попередніми періодами.
Було здійснено докорінну технічну модернізацію легкої та харчової промисловості[джерело?]. Велось інтенсивне містобудування, майже в кожному населеному пункті УРСР будувалися багатоповерхові житлові будинки за типовими проектами, великі міста забудовувалися цілими мікрорайонами та житловими масивами таких будівель. Зазвичай такі житла були позбавлені будь-яких естетичних якостей, низьким був і технічний рівень будівництва. Натомість продовжувалося інтенсивне будівництво монументів та споруд в стилі соціалістичного реалізму, що мали пропагандистське значення для диктатури компартії. За наказом Щербицького в Києві було збудовано меморіальний комплекс «Український музей історії Великої Вітчизняної війни 1941—1945» (відкритий 9 травня 1981), музей В. Леніна, хоча Ленін ніколи не був у Києві, монумент Великій Жовтневій соціалістичній революції на честь Жовтневого перевороту, здійснено реконструкцію Хрещатика. Підтримував розвиток спорту, особливо ФК «Динамо». Був депутатом Верховної Ради від Верхньодніпровського виборчого округу.

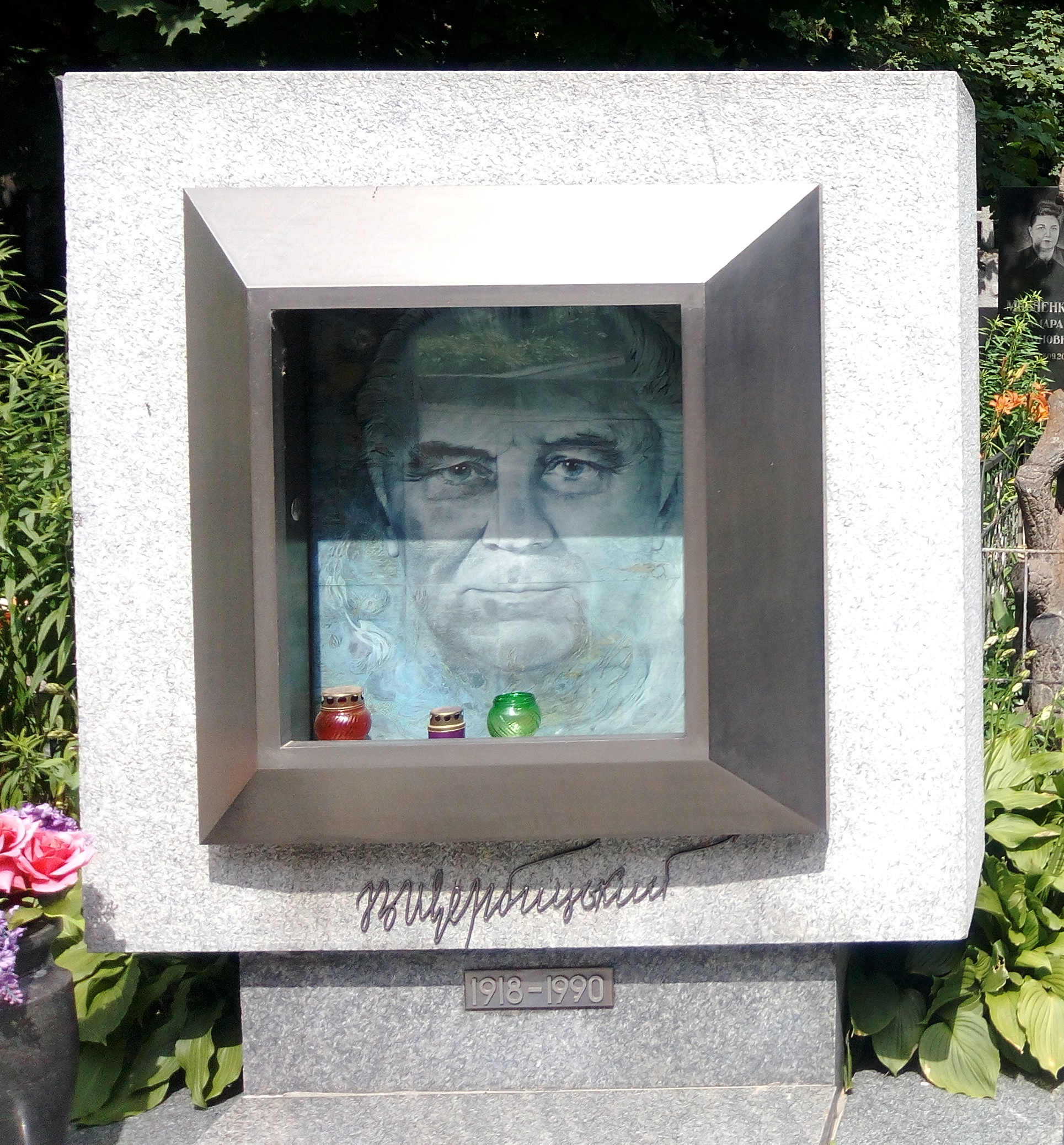
Надгробок Володимира Щербицького на Байковому цвинтарi

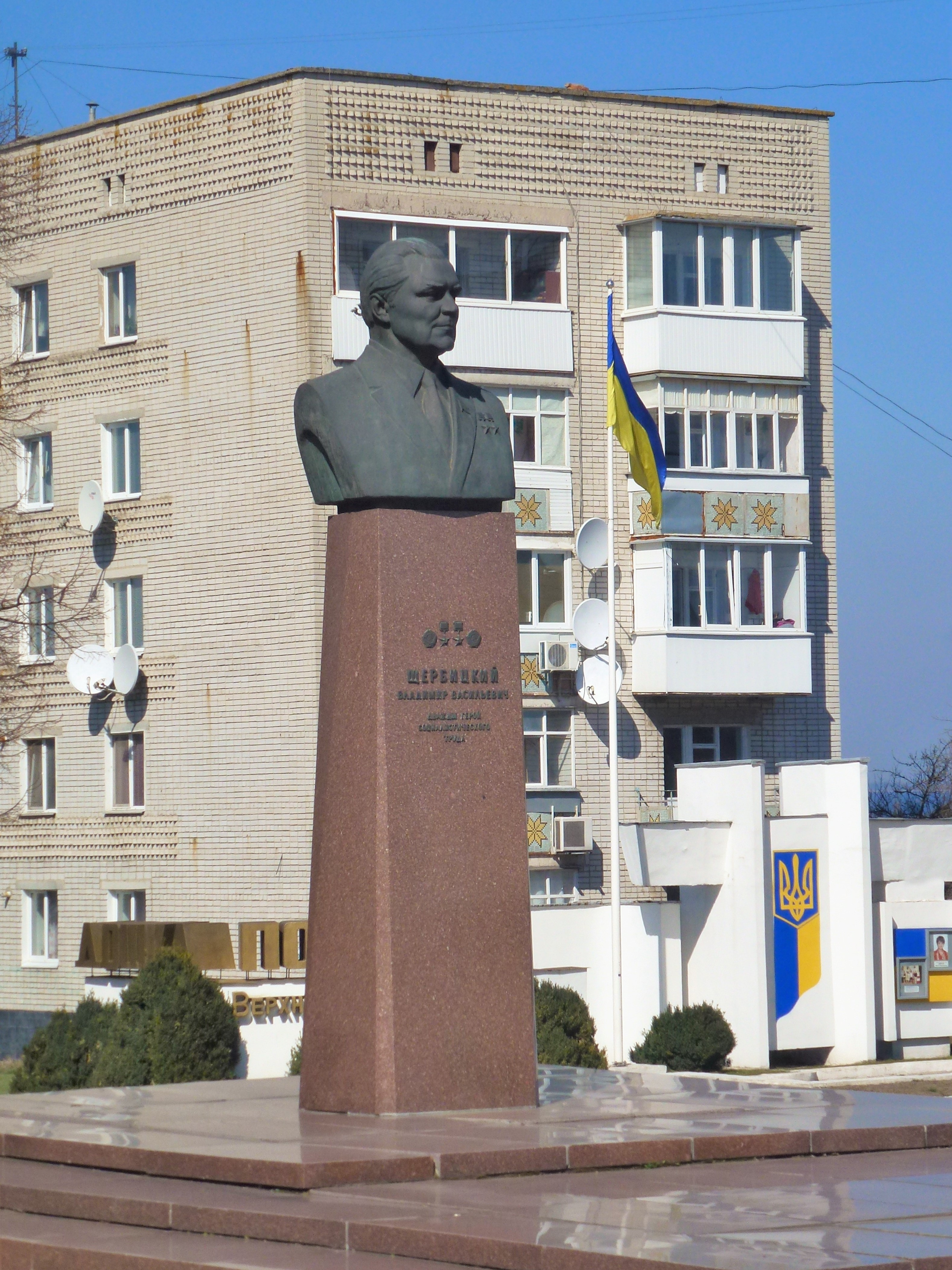
Погруддя Володимиру Щербицькому у місті Верхньодніпровськ

28 вересня 1989 пішов у відставку з посади першого секретаря Компартії України внаслідок звільнення пленумом ЦК КПУ у зв'язку з похилим віком. Наступником став Володимир Івашко. 
Помер 16 лютого 1990 року, напередодні свого 72-го дня народження, у Клінічній лікарні «Феофанія», офіційно від запалення легень, за твердженнями деяких істориків (Гаманюк М.I.), імовірно, скоїв самогубство. Похований на Байковому кладовищі (центральна алея, ділянка № 6).

## Родина
Батьки: Тетяна Іванівна Щербицька (до шлюбу Чепа, 1898—1990) — домогосподарка і Василь Григорович Щербицький (1890—1949) — токар по металу, потім — механік і завідувач невеликої електростанції, яка обслуговувала місцеву лікарню.
Мав двох братів: Георгія (Жоржа) (1922—1943) (який загинув під час німецько-радянської війни в радянському партизанському загоні) та Бориса (1931—1994) — доктор економічних наук, професор.
Дружина — Щербицька Аріадна Гаврилівна (до шлюбу Жеромська, 15 листопада 1923 — 11 листопада 2015) — вчителька російської мови і літератури середньої школи № 57 міста Києва.
Їхній шлюб зареєстровано 13 листопада 1945 о 13 годині у Тбілісі, де в той час 27-річний капітан Щербицький служив у хімічному відділі штабу Закавказького військового округу.
Діти: дочка Ольга (1951—2014), син Валерій (1946—1991). Ольга та Валерій померли після тривалої хвороби в клінічній лікарні «Феофанія». Внуки — Володимир, Юлія, Юрій (діти Валерія) і Радослава (дочка Ольги).

## Військові звання
- лейтенант
- старший лейтенант
- капітан

## Відзнаки та нагороди
- Двічі Герой Соціалістичної Праці (30.12.1974, 13.09.1977), лауреат Ленінської премії (1982). Нагороджений вісьмома орденами Леніна (26.02.1958, 16.02.1968, 1971, 8.12.1973, 30.12.1974, 13.09.1977, 16.02.1983, 16.02.1988), двома орденами Жовтневої Революції (16.02.1978, 4.03.1981), орденом Вітчизняної війни 1-го ступеня (23.04.1985), медаллю «За оборону Кавказу» (1945), медалями, почесною грамотою Президії Верховної Ради Української РСР (16.02.1978).

## Вшанування пам'яті
- У місті Верхньодніпровську на проспекті Леніна було встановлено пам'ятник (бронзове погруддя) Володимирові Щербицькому. Його ім'я мала площа в центрі міста, у Верхньодніпровському краєзнавчому музеї створено експозицію (Зал пам'яті), присвячену зв'язкам В. В. Щербицького з регіоном[4]. Демонтований згідно з законом про декомунізацію 18 січня 2024 року.
- У Дніпрі впродовж 2003 — 2015 існувала вулиця Щербицького (нині — вулиця Олени Блаватської).
- Вулиця Щербицького існувала в Кам'янському (з 2016 — вулиця В'ячеслава Чорновола)[5].

## Публікації
- В. О. Гусєв: Діалоги з В.Щербицьким[недоступне посилання з червня 2019].
- Шевченко Валентина: Провести демонстрацію 1 травня 1986-го наказали з Москви [Архівовано 3 лютого 2021 у Wayback Machine.].
- В Киеве умерла Щербицкая Рада Гавриловна [Архівовано 14 листопада 2015 у Wayback Machine.]. (рос.)
- Щербицкий Владимир Васильевич [Архівовано 21 липня 2017 у Wayback Machine.]. (рос.)